# Noa Kirel

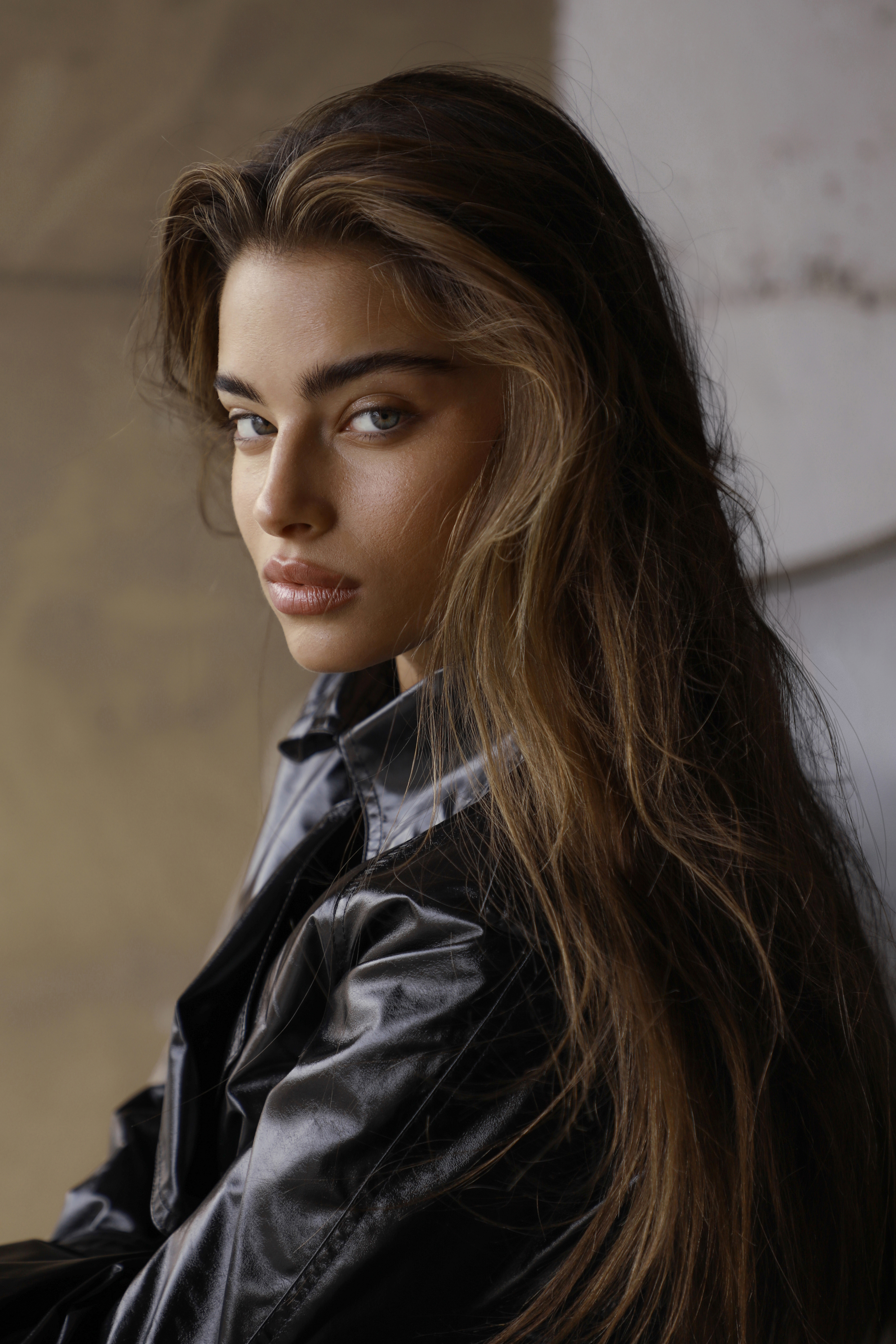
Noa Kirel (2023)

Noa Kirel (hebräisch נועה קירל; * 10. April 2001 in Raʿanana) ist eine israelische Sängerin, Tänzerin und Schauspielerin. Sie vertrat Israel beim Eurovision Song Contest 2023 im Vereinigten Königreich.

## Leben
Kirel ist mit zwei älteren Geschwistern in einem Vorort von Tel Aviv aufgewachsen. Bereits mit drei Jahren begann sie mit Tanzunterricht. Dazu gesellte sich das Singen und Songwriting.
Mit 14 Jahren veröffentlichte Kirel ihre Debütsingle und wurde in Israel direkt zu einem Superstar. Weitere Songs folgten. Zwischen 2017 und 2020 durfte Kirel vier Jahre in Folge den MTV Europe Music Award in der Kategorie „Beste Israelische Künstlerin“ für sich verbuchen.
2018 durfte sie als jüngste Jurorin einer Got-Talent-Version weltweit bei Israel’s Got Talent mitwirken.
Im März 2020 trat Kirel den Israelischen Verteidigungsstreitkräften bei und diente in der Militärband. Ihren Dienst schloss sie im Februar 2022 ab.
Im Juli 2022 wurde Kirel vom israelischen Fernsehsender KAN als Kandidatin für den Eurovision Song Contest 2023 vorgestellt. Kirel reagierte darauf, dass sie selber noch nicht zu einer Teilnahme zugestimmt habe und sie dies sorgfältig überlegen werde. Anfang August 2022 bestätigte sie offiziell ihre Teilnahme. Ihr Song wurde dann in einem weiteren Schritt ausgewählt, am 8. März 2023 wurde Unicorn veröffentlicht. Kirel belegte damit den 3. Platz.
Ihr Cousin Ori Yaish, ein Reservesoldat der IDF, wurde im Februar 2024 beim Anschlag bei Kirjat Mal’achi ermordet; Kirel hielt bei seiner Beerdigung eine Trauerrede.

## Diskografie

### Singles
- 2015: Medabrim
- 2015: Killer
- 2015: Yesh Bi Ahava
- 2016: Rak Ata
- 2016: Hatzi Meshuga
- 2016: Ten Li Siman
- 2017: Lirkod (mit Sagi Braitner)
- 2017: Makom Leshinuy (mit Avior Malsa)
- 2017: Kima'at Mefursemet
- 2017: Etzel HaDoda VeHadod (mit Agam Buhbut)
- 2017: Tikitas (mit Stéphane Legar)
- 2017: Kfula
- 2018: Migibor Leoyev
- 2018: Ba Li Otcha
- 2019: Drum
- 2019: Hatzuf
- 2019: Pouch (Sample von İbrahim Tatlıses – Aramam)
- 2019: SLT
- 2019: Meusharim (mit Doli & Penn & Liran Danino)
- 2020: Im Atah Gever
- 2020: Milion Dollar (mit Shahar Saul)
- 2020: Ambulance (mit Jonathan Mergui)
- 2021: Bling Bling
- 2021: Trilili Tralala (mit Ilan Peled)
- 2021: Please Don’t Suck
- 2021: Bad Little Thing
- 2021: Reashim (mit Osher Cohen)
- 2022: Thought About That
- 2022: Dale Promo (mit Metro the Savage & Boaz Van De Beatz)
- 2022: Paamon (mit Itay Galo)
- 2022: Pantera
- 2022: Lucky (mit Jubël)
- 2023: Gone
- 2023: Unicorn (#10 der deutschen Single-Trend-Charts am 19. Mai 2023[10])
- 2023: Provocative
- 2023: Deja Vu
- 2024: Banot Kamoni Lo Bohot
- 2024: Mishkafaim (mit Itay Galo)
- 2024: Doctor (mit Offer Nissim)
- 2024: Ani
- 2024: Sheyihye Lecha Tov
- 2024: Ba Da Bing
- 2024: Atah Ani Olai
- 2025: Like What You See
- 2025: Biladecha (mit Maya Buskila)